# كابسترانو
كابسترانو (بالإيطالية: Capestrano)‏ هي بلدية في مقاطعة لاكويلا في إقليم أبروتسو الإيطالي.

## السكان
في سنة 1861 بلغ عدد السكان 3٬139 نسمة، وتطور العدد ليصل في سنة 2011 لـ 895 نسمة.
يظهر هذا المخطط البياني تطور النمو السكاني لـ كابسترانو

## معرض صور

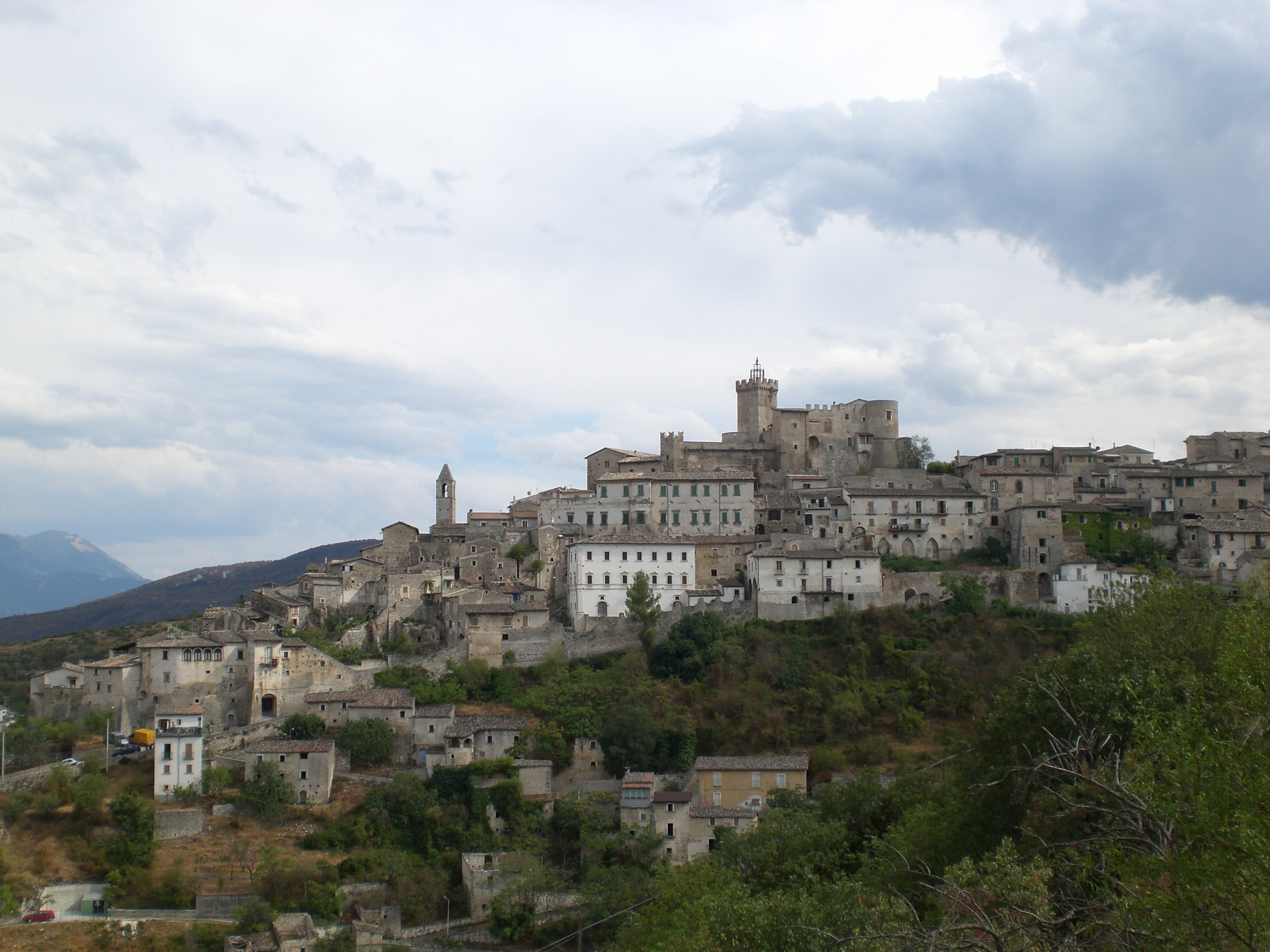
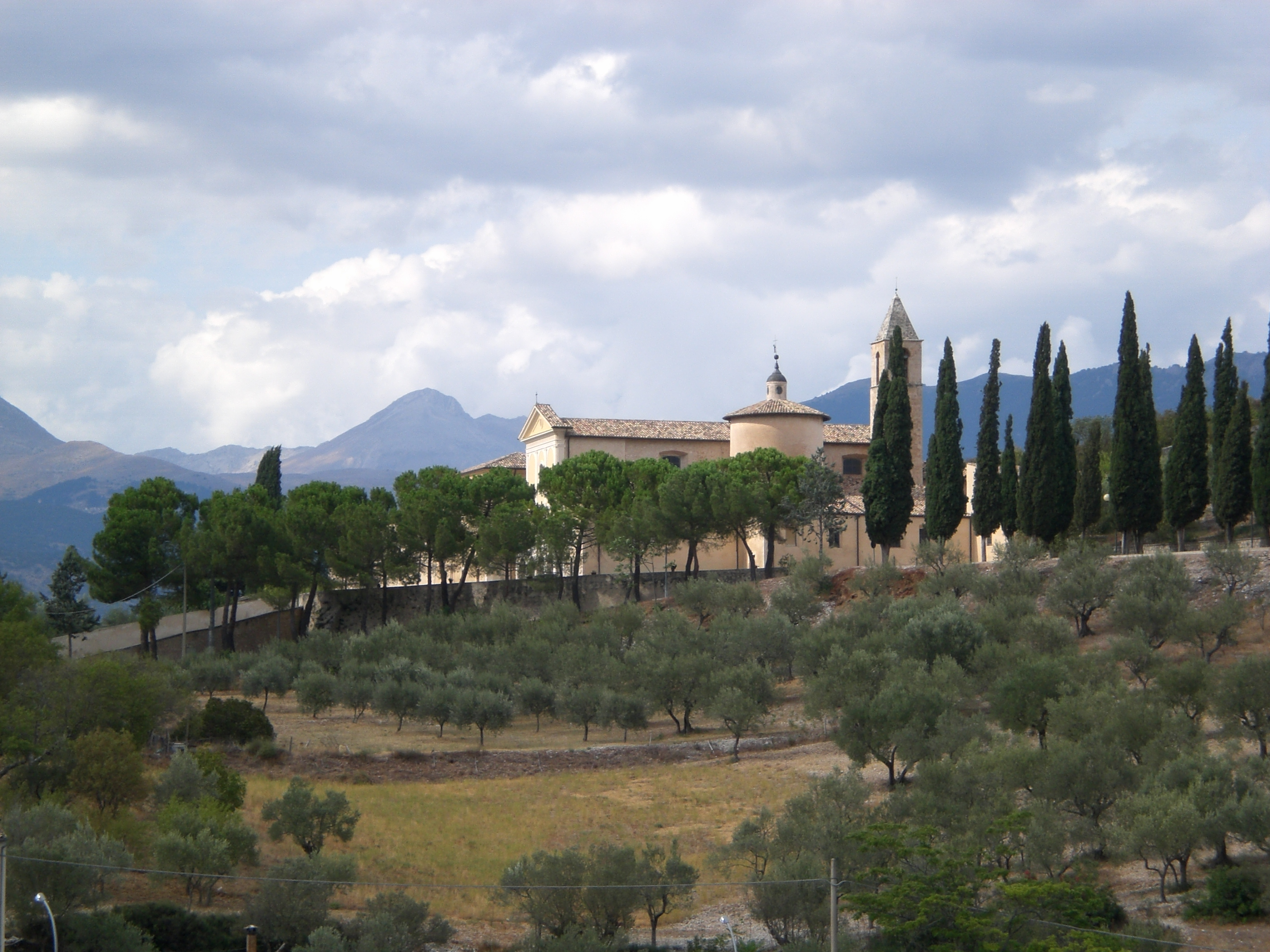
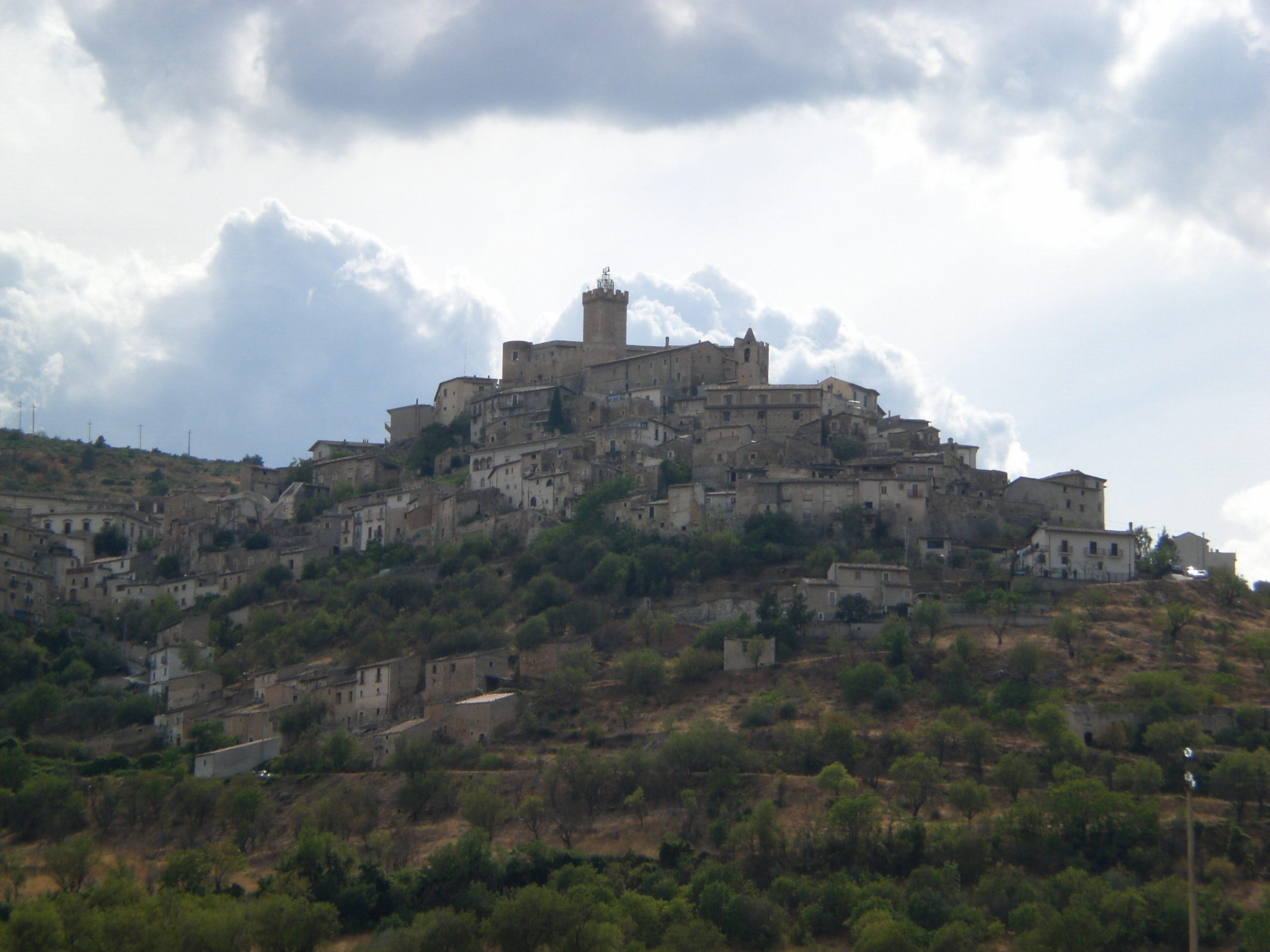
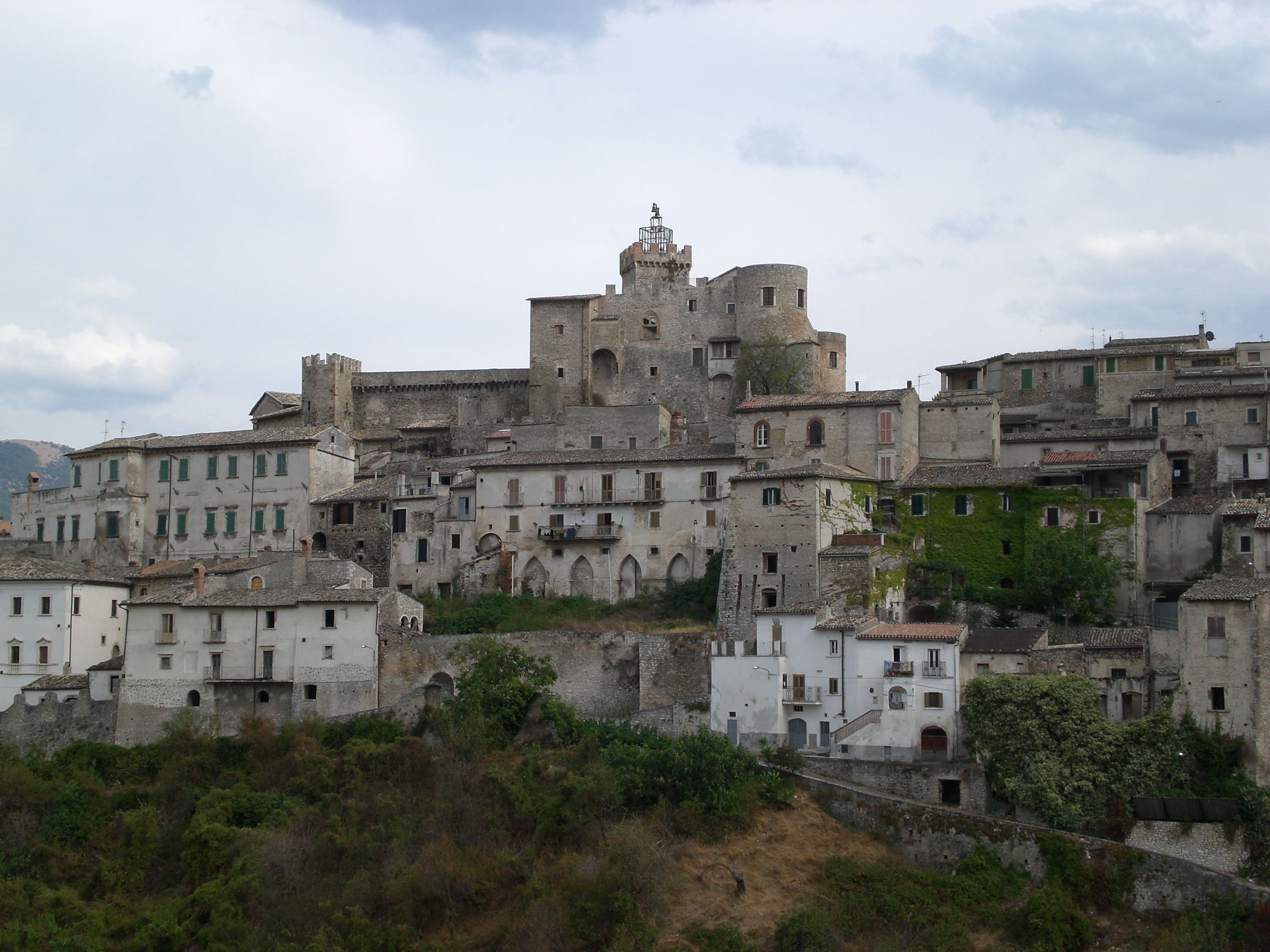
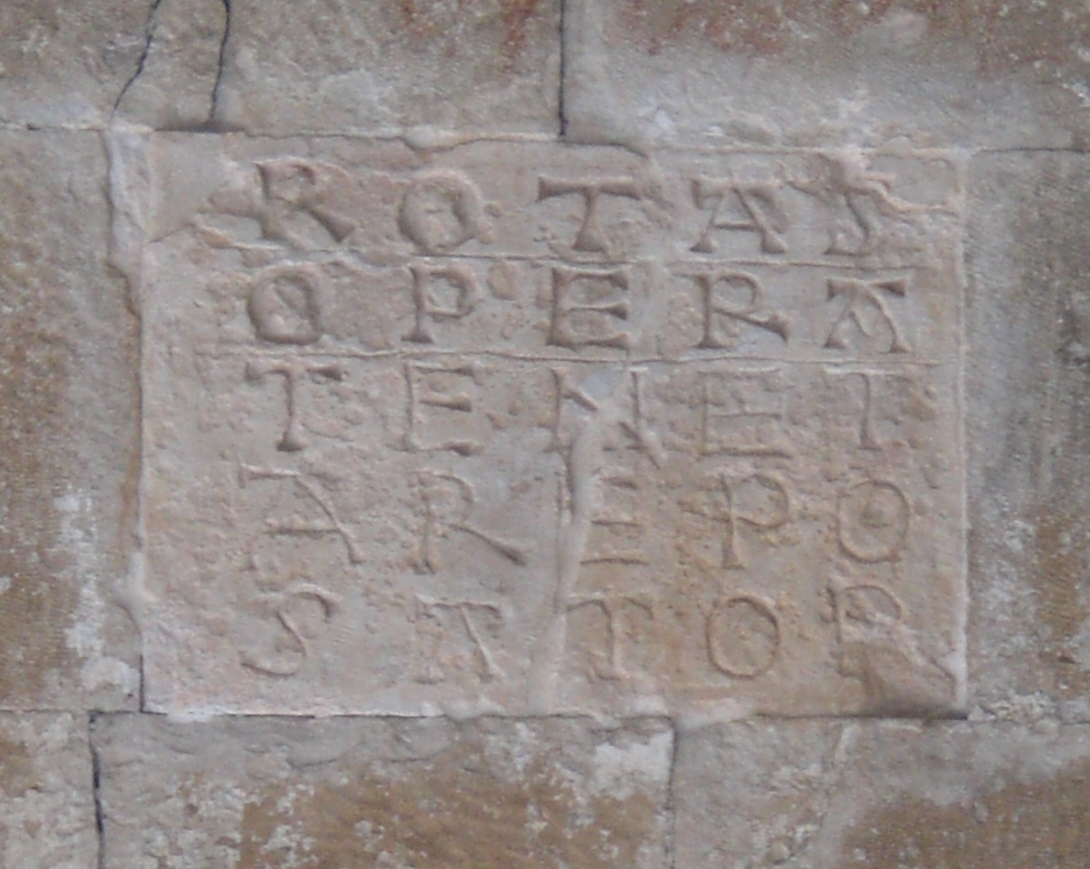

## توأمة
لكابسترانو اتفاقيات توأمة مع كل من:
- سان جوان كابيسترانو
- بودا